# Љубиша (Хумење)
Љубиша (слч. Ľubiša) насељено је мјесто са административним статусом сеоске општине (слч. obec) у округу Хумење, у Прешовском крају, Словачка Република.

## Становништво
| Година:    | 1994. | 2004.   | 2014.   | 2024.   |
| ---------- | ----- | ------- | ------- | ------- |
| Број људи: | 798   | 838     | 812     | 819     |
| Разлика:   |       | +5,01 % | -3,10 % | +0,86 % |

| Година:    | 2023. | 2024.   |
| ---------- | ----- | ------- |
| Број људи: | 807   | 819     |
| Разлика:   |       | +1,48 % |

Према подацима о броју становника из 2024. године насеље је имало 819 становника.

## Личности
- Михал Ковач, први председник Словачке